# 阿末·博斯达曼
阿末·博斯达曼（1920年11月30日—1983年1月19日）是一位马来西亚政治家，也是马来亚人民党和马来西亚无产阶级党的创党主席。
阿末·博斯达曼出生于吉隆坡（当时仍属于雪兰莪州）文良港，父母是米南加保裔马来人，祖籍印度尼西亚西苏门答腊省丹那达达，在霹雳州丹绒马林长大。

## 生平
1930年代以来，博斯达曼成为马来青年团的追随者。二战后成为与较年长和温和的马来亚马来国民党领袖布哈努丁和依萨莫哈末相对应的觉醒青年团的年轻领袖。
马来国民党带领人民力量中心（PUTERA）加入当时由马来亚民主同盟领导的全马联合行动理事会（AMCJA）。1947年，AMCJA-PUTERA联盟制定《人民宪章》以作为马来亚独立的宪法草案。
从1948年初开始，博斯达曼与数千名要求独立的马来青年一起未经审判就被拘留了长达七年。同年中马来亚宣布进入紧急状态。殖民政府这种先发制人的镇压，为日后的反殖民斗争增添了种族色彩。
1955年博斯达曼获释后，与其他独立志士于1955年11月11日创立马来亚人民党。受到印尼总统苏卡诺反殖民斗争的影响，该党初期的纲领有明显的亲印尼色彩。与它对立的巫统不同，人民党要求马来亚从英殖民政府完全独立。
1957年，马来亚人民党与依萨莫哈末领导的马来亚劳工党结为马来亚人民社会主义阵线。社阵此后在马来亚地方选举中占据主导地位。左翼力量的增长给联盟政府带来了威胁。
1963年，马印对抗事件爆发，政府决定对付一些反对党人士。由于政府认为社阵亲印尼、亲中国而大肆逮捕社阵领袖。被捕人士包括了博斯达曼、依萨莫哈末、阿都亚兹（国民议会党主席）、拿督甘波（后来的马来亚人民党主席）、陈凯希等一百多人。
面对政府的强烈镇压以及地方选举被取消，社阵最终瓦解。马来亚人民党逐渐成为边缘政党，当博斯达曼获释后，他被卡欣阿末领导的派系移除党主席一职。
1968年博斯达曼和依萨莫哈末共同创立了马来西亚无产阶级党，他在1974年马来西亚大选前夕曾尝试“复活”社阵，但失败了。博斯达曼最终淡出政治。他的儿子鲁斯坦·萨尼日后成为了马来亚人民党的副主席。
1981年7月16日，博斯达曼表态对新上任的首相马哈迪·莫哈末有信心，相信他可以在未来为马来西亚提供良好的领导，并同时希望未来在马哈迪领导下，能造福民族、宗教和国家。
1983年1月19日，博斯达曼去世。